# Marinko Slipac
Marinko Slipac (Novi Travnik, 1961.), hrv.bh. samostalni umjetnik i znanstvenik iz Novog Travnika.

## Životopis
Rodio se i odrastao u novotravničkom prigradskom naselju Rankovićima, uz Stari-Carski hrast. Osnivač je i voditelj Udruge Baština iz Novog Travnika koja upravlja Zavičajnom zbirkom i botaničkim vrtom. Idejni autor projekta Divovi Središnje Bosne. Povod ideji bila je 2011. godina koja je proglašena za Međunarodnu godinu šuma. Slipac je vodio projekt. Izlagao je samostlno i skupno na više desetaka izložba u BiH i Hrvatskoj. Sudjelovo na više likovnih kolonija u Bosni i Hercegovini i Hrvatskoj. Samostalno je izlagao na sedam samostalnih (Novi Travnik, Travnik, Sarajevo, Zenica, Bugojno i Jajce). Tehnika kojom slike su akrilika na platnu i kombinirane tehnike. Slika prirodu, sakralne trenutke, a treći skup slika je "poigravanje s bojama". Autor više tekstova kataloga umjetničkih i muzejskih izložbi. Scenograf za brojna kulturna zbivanja. Vodio je Zavičajnu zbirku Baština u Novome Travniku od 2004. do 2016. godine. Napisao je više znanstvenih arheoloških i etnoloških znanstvenih radova. Sudionik znanstvenih simpozija. Suautor je monografije Guča Gora (2009.) i autor knjige Tradicijski obrti Hrvata u Bosni i Hercegovini (2017.). Autor je triju dokumentarnih filmova iz područja botanike (Stari – Carski hrast, Divovi Središnje Bosne i Tise u Bosni i Hercegovini).

## Priznanja
Nagrađen priznanjima za djelovanje u području kulture.